# Обобщённое программирование
Обобщённое программирование (англ. generic programming) — парадигма программирования, заключающаяся в таком описании данных и алгоритмов, которое можно применять к различным типам данных, не меняя само это описание. В том или ином виде поддерживается разными языками программирования. Возможности обобщённого программирования впервые появились в виде дженериков (обобщённых функций) в 1970-х годах в языках Клу и Ада, затем — в виде параметрического полиморфизма в ML и его потомках, а затем — во многих объектно-ориентированных языках, таких как C++, Python, Java, Object Pascal, D, Eiffel, языках для платформы .NET и других.

## Методология
Обобщённое программирование рассматривается как методология программирования, основанная на разделении структур данных и алгоритмов через использование абстрактных описаний требований. Абстрактные описания требований являются расширением понятия абстрактного типа данных. Вместо описания отдельного типа в обобщённом программировании применяется описание семейства типов, имеющих общий интерфейс и семантическое поведение (англ. semantic behavior). Набор требований, описывающий интерфейс и семантическое поведение, называется концепцией (concept).
Таким образом, написанный в обобщённом стиле алгоритм может применяться для любых типов, удовлетворяющих его своими концепциями. Такая возможность называется полиморфизмом.
Говорят, что тип моделирует концепцию (является моделью концепции), если он удовлетворяет её требованиям. Концепция является уточнением другой концепции, если она дополняет последнюю. Требования к концепциям содержат следующую информацию:
- Допустимые выражения (англ. valid expressions) — выражения языка программирования, которые должны успешно компилироваться для типов, моделирующих концепцию.
- Ассоциированные типы (associated types) — вспомогательные типы, имеющие некоторое отношение к моделирующему концепцию типу.
- Инварианты (invariants) — такие характеристики типов, которые должны быть постоянно верны во время исполнения. Обычно выражаются в виде предусловий и постусловий. Невыполнение предусловия влечёт непредсказуемость соответствующей операции и может привести к ошибкам.
- Гарантии сложности (complexity guarantees) — максимальное время выполнения допустимого выражения или максимальные требования к различным ресурсам в ходе выполнения этого выражения.

В C++ объектно-ориентированное программирование (ООП) реализуется посредством виртуальных функций и наследования, а обобщённое программирование (ОП) — с помощью шаблонов классов и функций. Тем не менее, суть обеих методологий связана с конкретными технологиями реализации лишь косвенно. Говоря более формально, ООП основано на полиморфизме подтипов, а ОП — на параметрическом полиморфизме. В других языках то и другое может быть реализовано иначе. Например, мультиметоды в CLOS имеют сходную с параметрическим полиморфизмом семантику.
Массер и Степанов выделяют следующие этапы в решении задачи по методологии ОП:
1. Найти полезный и эффективный алгоритм.
2. Определить обобщённое представление (параметризовать алгоритм, минимизировав требования к обрабатываемым данным).
3. Описать набор (минимальных) требований, удовлетворяя которые всё ещё можно получить эффективные алгоритмы.
4. Создать каркас на основе классифицированных требований.

Минимизация и создание каркаса ставят целью создание такой структуры, при которой алгоритмы не зависят от конкретных типов данных. Этот подход отражён в структуре библиотеки STL.
Альтернативный подход к определению обобщённого программирования, который можно назвать обобщённым программированием типов данных (англ. datatype generic programming), был предложен Ричардом Бёрдом и Ламбертом Меертенсом. В нём структуры типов данных являются параметрами обобщённых программ. Для этого в язык программирования вводится новый уровень абстракции, а именно параметризация по отношению к классам алгебр с переменной сигнатурой.
Хотя теории обоих подходов не зависят от языка программирования, подход Массера — Степанова, делающий упор на анализ концепций, сделал C++ своей основной платформой, тогда как обобщённое программирование типов данных используют почти исключительно Haskell и его варианты.

## Общий механизм
Средства обобщённого программирования реализуются в языках программирования в виде тех или иных синтаксических средств, дающих возможность описывать данные (типы данных) и алгоритмы (процедуры, функции, методы), параметризуемые типами данных. У функции или типа данных явно описываются формальные параметры-типы. Это описание является обобщённым и в исходном виде непосредственно использовано быть не может.
В тех местах программы, где обобщённый тип или функция используется, программист должен явно указать фактический параметр-тип, конкретизирующий описание. Например, обобщённая процедура перестановки местами двух значений может иметь параметр-тип, определяющий тип значений, которые она меняет местами. Когда программисту нужно поменять местами два целых значения, он вызывает процедуру с параметром-типом «целое число» и двумя параметрами — целыми числами, когда две строки — с параметром-типом «строка» и двумя параметрами — строками. В случае с данными программист может, например, описать обобщённый тип «список» с параметром-типом, определяющим тип хранимых в списке значений. Тогда при описании реальных списков программист должен указать обобщённый тип и параметр-тип, получая, таким образом, любой желаемый список с помощью одного и того же описания.
Компилятор, встречая обращение к обобщённому типу или функции, выполняет необходимые процедуры статического контроля типов, оценивает возможность заданной конкретизации и при положительной оценке генерирует код, подставляя фактический параметр-тип на место формального параметра-типа в обобщённом описании. Естественно, что для успешного использования обобщённых описаний фактические типы-параметры должны удовлетворять определённым условиям. Если обобщённая функция сравнивает значения типа-параметра, любой конкретный тип, использованный в ней, должен поддерживать операции сравнения, если присваивает значения типа-параметра переменным — конкретный тип должен обеспечивать корректное присваивание.

## Обобщённое программирование в языках

### C++
В языке C++ обобщённое программирование основывается на понятии «шаблон», обозначаемом ключевым словом template. Широко применяется в стандартной библиотеке C++ (см. STL), а также в сторонних библиотеках boost, Loki. Большой вклад в появление развитых средств обобщённого программирования в C++ внёс Александр Степанов.
В качестве примера приведём шаблон (обобщение) функции, возвращающей большее значение из двух.
```
// Описание шаблона функции

template
 
<
typename
 
T
>
 
T
 
max
(
T
 
x
,
 
T
 
y
)

{

    
if
 
(
x
 
<
 
y
)

        
return
 
y
;

    
else

        
return
 
x
;

}

...

// Применение функции, заданной шаблоном

int
 
a
 
=
 
max
(
10
,
15
);

...

double
 
f
 
=
 
max
(
123.11
,
 
123.12
);

...

```

или шаблон (обобщение) класса связного списка:
```
template
 
<
class
 
T
>

 
class
 
List

 
{

 
/* ... */

 
public
:

   
void
 
Add
(
 
const
 
T
&
 
Element
 
);

   
bool
 
Find
(
 
const
 
T
&
 
Element
 
);

 
/* ... */

 
};

```

### Haskell
Язык Haskell предоставляет обобщённое программирование типов данных. В следующем примере a — параметрическая переменная типа.
```
data
 
List
 
a
 
=
 
Nil
 
|
 
Cons
 
a
 
(
List
 
a
)

length
 
::
 
List
 
a
 
->
 
Int

length
 
Nil
 
=
 
0

length
 
(
Cons
 
_
 
tl
)
 
=
 
1
 
+
 
length
 
tl

```

Пример вычислений:
```
length
 
(
Cons
 
1
 
(
Cons
 
2
 
Nil
))
 
==
 
2

```

### Java
Java предоставляет средства обобщённого программирования, синтаксически основанные на C++, начиная с версии J2SE 5.0. В этом языке имеются generics или «контейнеры типа T» — подмножество обобщённого программирования.

### .NET
На платформе .NET средства обобщённого программирования появились в версии 2.0.
```
 
// Объявление обобщенного класса.

 
public
 
class
 
GenericList
<
T
>

 
{

     
void
 
Add
(
T
 
input
)
 
{
 
}

 
}

 
class
 
TestGenericList

 
{

     
private
 
class
 
ExampleClass
 
{
 
}

     
static
 
void
 
Main
()

     
{

         
GenericList
<
int
>
 
list1
 
=
 
new
 
GenericList
<
int
>
();

         
GenericList
<
string
>
 
list2
 
=
 
new
 
GenericList
<
string
>
();

         
GenericList
<
ExampleClass
>
 
list3
 
=
 
new
 
GenericList
<
ExampleClass
>
();

     
}

 
}

```

### Пример наC#
```
interface
 
IPerson
 

{

  
string
 
GetFirstName
();

  
string
 
GetLastName
();

}

class
 
Speaker
 

{

  
public
 
void
 
SpeakTo
<
T
>
(
T
 
person
)
 
where
 
T
 
:
 
IPerson
 

  
{

    
string
 
name
 
=
 
person
.
GetFirstName
();

    
this
.
say
(
"Hello, "
 
+
 
name
);

  
}

}

```

### D
Пример рекурсивной генерации на основе шаблонов D:
```
// http://digitalmars.com/d/2.0/template.html

template
 
Foo
(
T
,
 
R
...)
 
// T - тип, R - набор типов

{

    
void
 
Foo
(
T
 
t
,
 
R
 
r
)

    
{

	
writeln
(
t
);

	
static
 
if
 
(
r
.
length
)
	
// if more arguments

	    
Foo
(
r
);
		
// do the rest of the arguments

    
}

}

void
 
main
()

{

    
Foo
(
1
,
 
'a'
,
 
6.8
);

}

/+++++++++++++++

 prints:

 1

 a

 6.8

 +++++++++++++++/

```

### Object Pascal
Поддержка обобщённого программирования компилятором Free Pascal появилась начиная с версии 2.2 в 2007 году. В Delphi — с октября 2008 года. Основа поддержки обобщённых классов сначала появилась в Delphi 2007 .NET в 2006 году, но она затрагивала только .NET Framework. Более полная поддержка обобщённого программирования была добавлена в Delphi 2009. Обобщённые классы также поддерживаются в Object Pascal в системе PascalABC.NET.

### Nim
```
import
 
typetraits

proc
 
getType
[
T
]
(
x
:
 
T
):
 
string
 
=

  
return
 
x
.
type
.
name

echo
 
getType
(
21
)
       
# напечатает int

echo
 
getType
(
21.12
)
    
# напечатает float64

echo
 
getType
(
"string"
)
 
# напечатает string

```